# ماري روبرتسون
ماري روبرتسون هي ناشطة حقوق إل جي بي تي كندية، ولدت في 1952 في هاميلتون في كندا.